# Dolichoderus vexillarius
Dolichoderus vexillarius é uma espécie de formiga do gênero Dolichoderus.